# Ooh La La
Az Ooh La La Britney Spears amerikai énekesnő egyik dala, mely a The Smurfs 2 betétdala. 2013 június 17-én jelent meg, a hozzátartozó klip pedig július 11-én. A dal írói és producerei Dr. Luke, Joshua "Ammo" Coleman, Henry "Cirkut" Walter, Bonnie McKee, Jacob Kasher Hindlin, Lola Blanc és Fransisca Hall.

## Kritika
A dal pozitív kritikákban részesült. 2014-ben két díjra is jelölve lett a Radio Music Awards-on, ezek közül Britney nyerte a "Legjobb dal, mely megmosolygtat" nevű díjat.

## Videóklip
A zeneszámhoz tartozó klipet Marc Klasfeld rendezte. A videóban Britney gyermekei és unokahúga is szerepelnek.

## Slágerlistás helyezések
| Slágerlista (2013)                       | Legmagasabb helyezés |
| ---------------------------------------- | -------------------- |
| Belgium (Ultratip Flanders)              | 11                   |
| Belgium (Ultratip Wallonia)              | 8                    |
| Kanada (Canadian Hot 100)                | 37                   |
| Croatia (HRT)                            | 33                   |
| Franciaország (Single Top 100)           | 73                   |
| Németország (Media Control Charts)       | 86                   |
| Magyarország (Single Top 40)             | 5                    |
| Japán (Billboard Japan Hot 100)          | 54                   |
| South Korea (International Chart) (GAON) | 1                    |
| Egyesült Királyság (UK Singles Chart)    | 72                   |
| US Billboard Hot 100                     | 54                   |
| US Mainstream Top 40 (Billboard)         | 21                   |